# كاشريس بواسييه
كاشريس بواسييه (باللاتينية: Cachrys boissieri) نوع نباتي ينتمي إلى جنس الكاشريس من الفصيلة الخيمية.

## البيئة والانتشار
موطن هذا النوع بلاد الشام وتركيا.

## مرادفات للاسم العلمي
- (باللاتينية: Hippomarathrum boissieri Boiss.)
- (باللاتينية: Bilacunaria boissieri (Boiss.) Pimenov & V. N. Tikhom.)
- (باللاتينية: Hippomarathrum boissieri Boiss.)